# 佩尔武
佩尔武（法語：Pelvoux，法語發音：[pɛlvu]）是法国上阿尔卑斯省的一个旧市镇，位于该省东北部，属于布里扬松区。2017年1月1日，佩尔武和相邻的瓦卢伊斯合并为新市镇瓦卢伊斯-佩尔武（Vallouise-Pelvoux），佩尔武为政府驻地。

## 地理
佩尔武（44°52'9"N, 6°29'12"E）面积76.23 平方千米，位于法国普罗旺斯-阿尔卑斯-蓝色海岸大区上阿尔卑斯省，该省份为法国东南部内陆省份，北起萨瓦省，西北接伊泽尔省，西南接德龙省，南至上普罗旺斯阿尔卑斯省，东北部与意大利接壤。
与佩尔武接壤的市镇（或旧市镇、城区）包括：勒莫内捷莱班、皮圣安德烈、圣马丹德凯里耶尔、拉萨勒莱萨尔普、瓦卢伊斯、维拉尔达雷讷、瓦桑地区圣克里斯托夫。

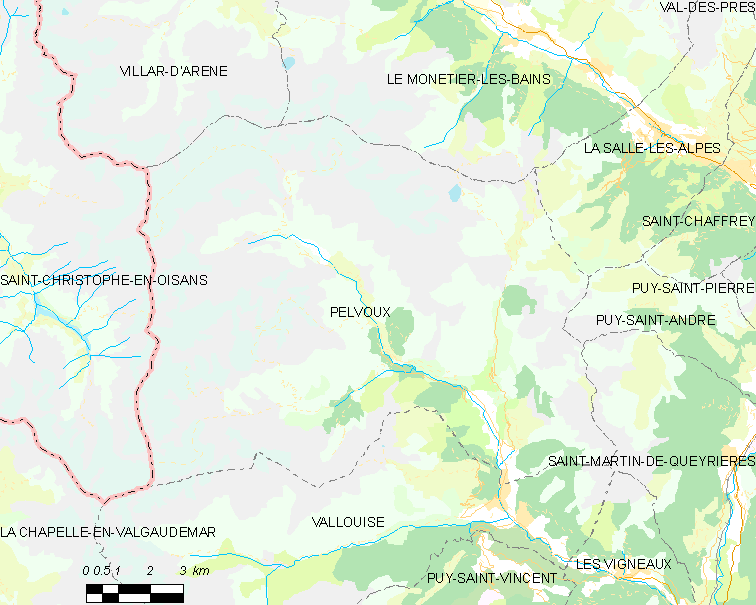
佩尔武的OSM定位图

佩尔武的时区为UTC+01:00、UTC+02:00（夏令时）。

## 行政
佩尔武的邮政编码为05340，INSEE市镇编码为05101。

## 政治
佩尔武所属的省级选区为拉让蒂耶尔-拉贝塞县。

## 人口

1962-2008年间佩尔武人口变化图示

佩尔武于2018年1月1日时的人口数量为430人。